# Concerto pour piano no 25 de Mozart
Pour les articles homonymes, voir Concerto pour piano (homonymie).
Le Concerto pour piano no 25 en ut majeur, K. 503, est un concerto pour piano de Mozart. Achevé à Vienne le 4 décembre 1786 pour le public pragois de même que la Symphonie no 38 « Prague », il reçut un accueil triomphal des habitants de la Bohême.

## Instrumentation
| Instrumentation du Concerto pour piano no 25                                   |
| Clavier                                                                        |
| piano                                                                          |
| Cordes                                                                         |
| premiers violons, seconds violons, altos, violoncelles, contrebasses           |
| Bois                                                                           |
| 1 flûte, 2 hautbois, 2 bassons                                                 |
| Cuivres                                                                        |
| 2 cors en do (en fa dans l'Andante), 2 trompettes en do (tacet dans l'Andante) |
| Percussions                                                                    |
| timbales en do et sol, (tacet dans l'Andante)                                  |

## Structure et analyse de l'œuvre
Le concerto comporte trois mouvements :

### Allegro maestoso
- Allegro maestoso, en do majeur, à , 432 mesures - partition.

Long tutti orchestral sur un motif-leitmotiv martelé de trois croches précède un deuxième motif en ut mineur puis modulation en majeur sur un thème de ritournelle auquel enchaîne le soliste qui s'illustre avec des traits virtuoses très modulants. Un thème s'impose en mi bémol puis un autre motif en sol majeur est ensuite exposé par les vents. Reprise de la ritournelle avant le développement à partir du motif en ut mineur qui passe de mi majeur à la majeur enfin en fa majeur dans un dialogue constant avec l'orchestre avant la réexposition où revient le leitmotiv de trois croches et qui voit l’ut mineur se transfigurer en un lumineux ut majeur conclusif.
Un thème du début du mouvement nous fait entendre un rythme répété quatre fois (pom pom pom pom) qui à la fois rappelle et anticipe l'entrée puissante de la 5e symphonie de Beethoven. Un autre des thèmes de ce mouvement est une marche qui rappelle fortement la mélodie de La Marseillaise, car son frère en franc-maçonnerie Ignaz Pleyel (un des compositeurs supposés de l'hymne) aurait voulu rendre hommage à son ami Mozart qui venait de mourir et s'en serait fortement inspiré.
Avec une durée allant de 14 à 17 minutes, c'est le mouvement de concerto le plus long jamais écrit par Mozart.
Introduction de l'Allegro maestoso :
La lecture audio n'est pas prise en charge dans votre navigateur. Vous pouvez télécharger le fichier audio.

### Andante
- Andante, en fa majeur, à 
, 109 mesures.

### Allegretto
- Allegretto, en do majeur, à 
, 382 mesures.

Attention au deuxième couplet :
« Un thème agressif en La mineur a surgi, suivi d'une coda énergique. Trois accords secs virent brusquement au Fa majeur. Alors s'élève une phrase qui est, à notre avis, la plus belle de tout Mozart. Chant d'une pureté et d'une simplicité merveilleuse, animé d'un rythme extrêmement subtil... ».
Dans cette œuvre, le piano de Beethoven est déjà assez proche.
Introduction de l'Allegretto :
La lecture audio n'est pas prise en charge dans votre navigateur. Vous pouvez télécharger le fichier audio.